# ريكي فريزر
ريكي فريزر (3 فبراير 1958 في الولايات المتحدة - ) (بالإنجليزية: Ricky Frazier)‏ هو لاعب كرة سلة أمريكي في مركز هجوم صغير الجسم.

## وصلات خارجية
- ريكي فريزر على موقع سبورتس رفرنس (الإنجليزية)
- ريكي فريزر على موقع كلية كرة السلة في سبورتس رفرنس.كوم (الإنجليزية)
- ريكي فريزر على موقع ريلجم (الإنجليزية)